# Liebfrauenkirche (Elmlohe)

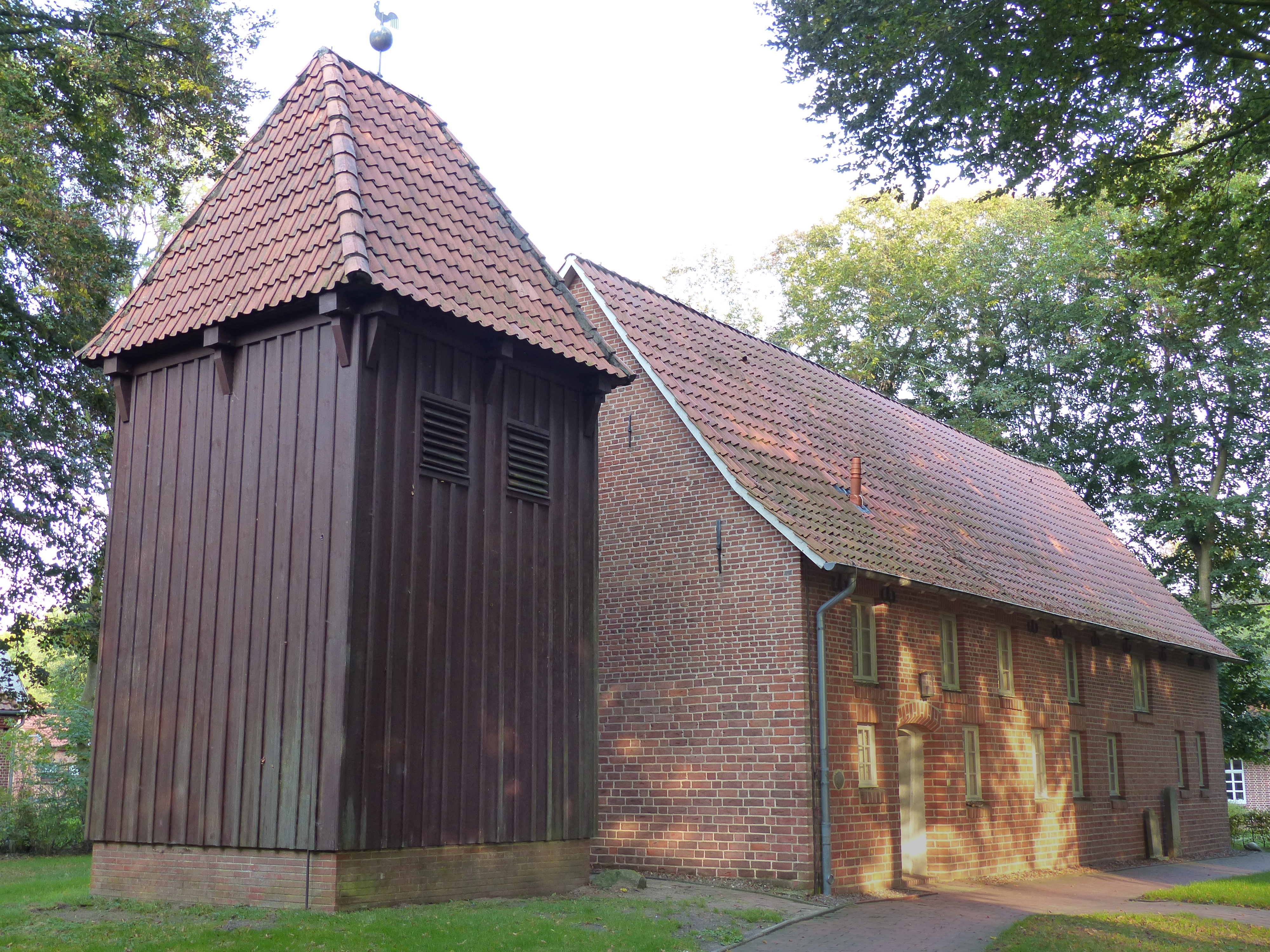
Liebfrauenkirche

Die evangelisch-lutherische, denkmalgeschützte Liebfrauenkirche steht in Elmlohe, einer Ortschaft der Stadt Geestland im Landkreis Cuxhaven von Niedersachsen. Die Kirchengemeinde gehört zum Kirchenkreis Wesermünde im Sprengel Stade der Evangelisch-lutherischen Landeskirche Hannovers.

## Beschreibung
Die Saalkirche auf rechteckigem Grundriss wurde 1346 gebaut.  Die Außenmauern wurden im 17. und 18. Jahrhundert verändert und 1986–88 erneuert. Das Kirchenschiff ist mit einem Satteldach aus Dachziegeln bedeckt. Vor dem Westgiebel steht ein freistehender Glockenturm aus Holzfachwerk, das mit Brettern verschalt ist. Er ist mit einem Walmdach aus Dachziegeln bedeckt. In seinem Glockenstuhl hängen zwei Kirchenglocken, die ältere wurde 1733, die jüngere 1953 von der Glocken- und Kunstgießerei Rincker gegossen. Der erste Turm wurde in der ersten Hälfte des 18. Jahrhunderts errichtet, er musste 1965 abgebrochen und neu gebaut werden.
Der Innenraum wird von einer Holzbalkendecke überspannt. Die dreiseitig umlaufenden Emporen wurden 1643 und 1672 eingebaut. Auf dem gemauerten Stipes steht ein mit Knorpelwerk verziertes hölzernes Altarretabel von 1645. Ein kleines, von Bibelworten gerahmtes Bild vom Abendmahl Jesu steht im Zentrum. Bekrönt wird es von Figuren von Jürgen Heitmann dem Jüngeren aus Otterndorf, die Johannes, Moses und Christus darstellen. Die sechsseitige Kanzel aus der Mitte des 17. Jahrhunderts mit drei Figuren von Evangelisten stammen ebenfalls von Jürgen Heitmann dem Jüngeren. Das Taufbecken ist bereits vor 1794 gebaut worden. Der Opferstock ist von 1671.
Die Orgel mit 16 Registern, verteilt auf zwei Manuale und das Pedal, wurde 1842 von Johann Georg Wilhelm Wilhelmy ursprünglich für die Kirche in Neuenkirchen bestimmt, dort aber nicht aufgestellt, sondern erst nach Bederkesa und 1862 dann nach Elmlohe verkauft. Sie wurde 1861 von Johann Hinrich Rodenburg nach Elmlohe überführt. Sie wurde 1902 von Carl Johann Heinrich Röver umgebaut und 1931/1932 von P. Furtwängler & Hammer renoviert. 1954 wurde sie von Paul Ott restauriert und 2003 in der Disposition von Martin ter Haseborg geändert.